# فابریس اولینگا
فابریس اولینگا (انگلیسی: Fabrice Olinga؛ زادهٔ ۱۲ مهٔ ۱۹۹۶) یک بازیکن فوتبال اهل کامرون است.
وی همچنین در تیم ملی فوتبال کامرون بازی کرده‌است.
او رکورد جوانترین گلزن تاریخ لالیگا (گلزنی در سن 16 سالگی) را داشت که لامین یامال رکورد او را شکست .